# 出産税
出産税（しゅっさんぜい）は、満州国において行われた国税の1つである。その性質は統税、出廠税と相通じるものがあった。

## 概要
貨物が生産者から他に移動されるとき、またはこれに準じるときに課せられる税である。
各種の通過税、鎖場税（または落地税、入市税など消費地課税）などと共に釐金の一種である。
中国では、釐金ならびに類似課税の廃止にともなって税制が改められ、統税（マッチ、セメント、麦粉、綿糸、巻煙草）だけが設けられたが、満州においては各種の出産税と統税とが併用された。
満州国では出産税の税率を引き下げ、修正を加えたほかに、暫行的に旧制度が採用された。
出産税に属するものを列挙すると、次の表の通りである。
| 施行地   | 税目                          | 課税対象                        | 納税義務者                      | 税率 （特記以外は％）    |
| -------- | ----------------------------- | ------------------------------- | ------------------------------- | ------------------------ |
| 全国     | 魚税                          | 魚類                            | （地方による）                  | （地方による）           |
| 奉天省   | 出産貨税                      | 毛皮、棉花、 羊毛、土布、土産品 | 売り主                          | 0.5                      |
| 奉天省   | 油粮税                        | 大豆以外の搾油原料穀物          | 売り主                          | 2.5                      |
| 奉天省   | 豆税                          | 大豆、蒼豆、黒豆                | 売り主                          | 2.5                      |
| 奉天省   | 細粮税                        | 米、小豆、小麦など              | 売り主                          | 1.0                      |
| 奉天省   | 雑粮税                        | 玉蜀黍、高粱、粟                | 売り主                          | 5.0                      |
| 奉天省   | 繭税                          | 繭糸                            | 売り主                          | 2.25                     |
| 奉天省   | 葠税                          | 人参                            | 売り主                          | 15.0                     |
| 吉林省   | 貨物税                        | 荒物、毛皮、海草、土産品        | 売主または買主                  | 従価税、従量税など       |
| 吉林省   | 米穀税 （出産粮税、鎖場粮税） | 省内生産穀物                    | 出産粮税は売主、 鎖場粮税は買主 | 2.0                      |
| 吉林省   | 斗税                          | 米穀以外の穀物                  | 売主または買主                  | 1斗につき3厘ないし1分4厘 |
| 吉林省   | 木税                          | 木材                            | 売主または買主                  | 10.0                     |
| 吉林省   | 石税                          | 石材、石灰                      | 石材は売主、 石灰は製造者       | 10.0                     |
| 黒竜江省 | 山貨皮張税                    | 出産貨税、貨物税に同じ          | 売主                            | 11.0                     |
| 黒竜江省 | 粮石税                        | 各種穀物                        | 売主                            | 5.0                      |
| 黒竜江省 | 豆餅税                        | 豆餅                            | 製造者                          | 3.0                      |
| 黒竜江省 | 木植税                        | 木材                            | 運搬者                          | 21.8                     |
| 黒竜江省 | 油税                          | 香油、豆油その他油類            | 売主                            | 3.0 - 5.0                |

この表のほかに機器洋式貨物税、満州鉱山薬出廠税（奉天省）、皮硝税、白条猪税、羊草税、鶏蛋税（黒竜江省）なども出産税に属する。
また牲畜税（動物）、菸酒税（煙草、酒）、酒特税（瓶詰酒）、鉱税、煤税（石炭）、統税（上記参照）などは、独立の課税とされたが、その性質は出産税と同様であった。